# Guan Li
Il Guan Li (冠禮T, 冠礼S, GuànlǐP) è un tradizionale rito di passaggio cinese dall’adolescenza all’età adulta riguardante i maschi. Il rito corrispondente per le ragazze è chiamato Ji Li (笄禮T, 笄礼S, JīlǐP).

## Descrizione
Pur essendo nato in ambito confuciano, il Guan Li  era un rito laico. I maschi che avevano compiuto vent’anni partecipavano ad una cerimonia, vestiti con gli abiti tradizionali degli adulti, dove un ospite d’onore gli metteva in testa un cappello. In quell’occasione i partecipanti ricevevano anche il nome di cortesia e da quel momento potevano assumersi le responsabilità di adulti e sposarsi. 
Per le femmine il rito di passaggio equivalente era il Ji Li. La ragazza che aveva compiuto quindici anni indossava un abito tradizionale e prendeva parte ad una cerimonia dove i suoi capelli venivano raccolti a crocchia e fissati con un fermaglio di bambù. Da quel momento la ragazza poteva sposarsi. 
In epoca moderna il Guan Li e il Ji Li sono caduti in disuso, tranne che nelle zone e negli ambienti ancora legati alla tradizione; oggi sono stati sostituiti dai festeggiamenti per i diciotto anni, età in cui anche in Cina si diventa maggiorenni. Oltre ai festeggiamenti individuali, vi sono per i diciottenni anche feste collettive organizzate da scuole e gruppi extracurricolari, in cui i ragazzi indossano la divisa scolastica o un abito tradizionale cinese.